# 圣安杰洛-洛梅利纳
圣安杰洛-洛梅利纳（義大利語：Sant'Angelo Lomellina），是意大利帕维亚省的一个市镇。总面积10平方公里，人口884人，人口密度88.4人/平方公里（2009年）。国家统计（ISTAT）代码为018144。